# Guillermo Allison
Guillermo Allison Revuelta (Tuxtla Gutiérrez, 25 settembre 1990) è un calciatore messicano, portiere del Querétaro.

## Carriera
Cresciuto nel settore giovanile del Cruz Azul, ha esordito in prima squadra il 26 luglio 2012 disputando l'incontro di Copa México vinto 3-0 contro il Toros Neza.

## Palmarès

### Club

#### Competizioni nazionali
- Coppa del Messico: 2

Cruz Azul: Clausura 2013, Apertura 2018
- Supercopa MX: 1

Cruz Azul: 2019

#### Competizioni internazionali
- CONCACAF Champions League: 1

Cruz Azul: 2013-2014
- Leagues Cup: 1

Cruz Azul: 2019